# Claudia Leistner

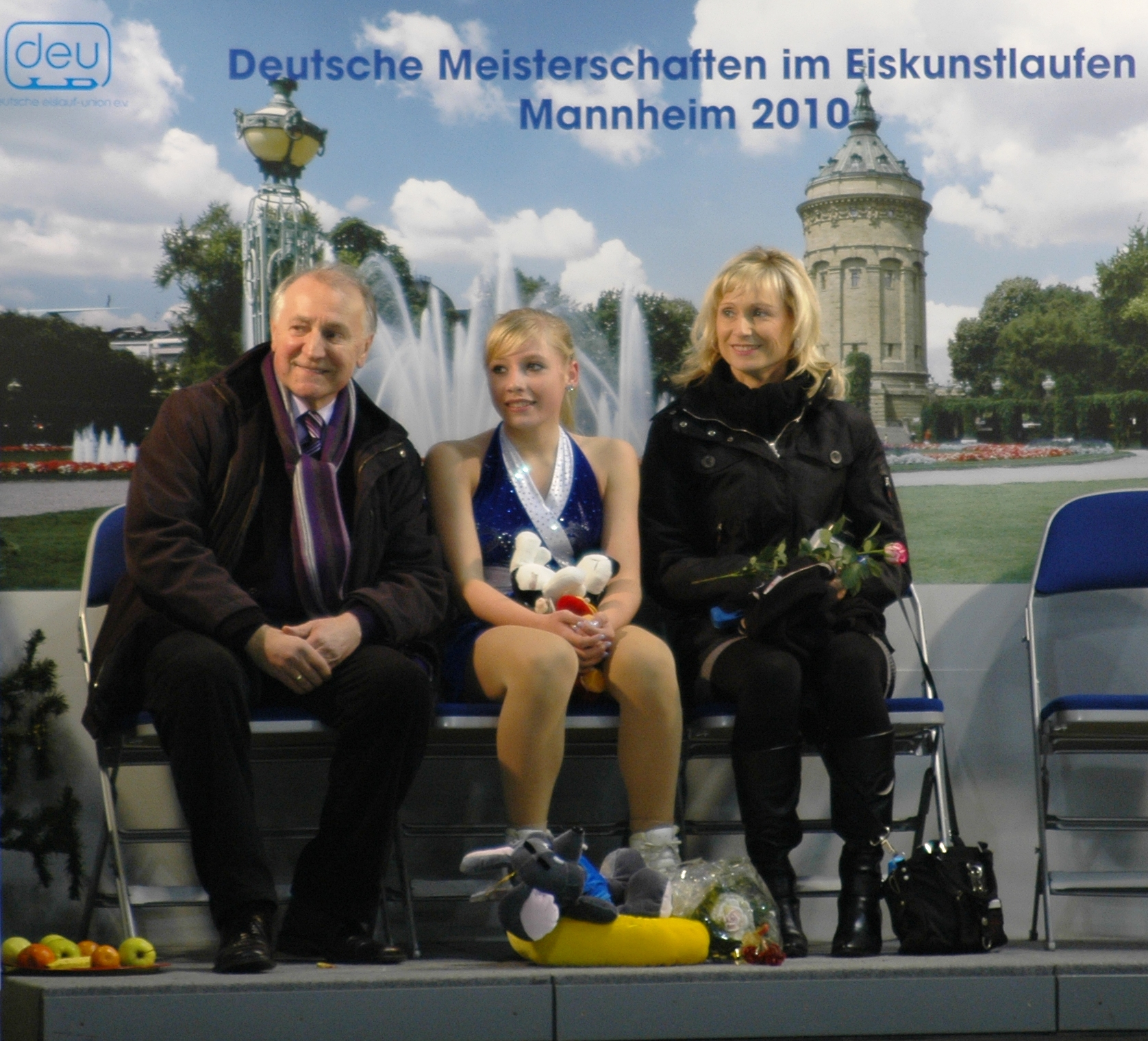
Claudia Leistner mit Tochter Julia Pfrengle bei den Deutschen Meisterschaften 2010 in Mannheim

Claudia Heike Leistner, verheiratete Pfrengle, (* 15. April 1965 in Ludwigshafen am Rhein) ist eine ehemalige deutsche Eiskunstläuferin, die im Einzellauf startete. Sie wurde zweimal Vizeweltmeisterin und 1989 Europameisterin.

## Leben
Leistner wurde von 1985 bis 1989 deutsche Meisterin im Eiskunstlauf der Damen. Sie nahm im Zeitraum von 1982 bis 1989, mit Ausnahme von 1984, an allen Europameisterschaften und Weltmeisterschaften teil. Bei Europameisterschaften platzierte sie sich nie schlechter als Fünfte. 1983 in Dortmund und 1985 in Göteborg gewann sie, bei Siegen von Katarina Witt, die Bronzemedaille. 1989 wurde Leistner im englischen Birmingham Europameisterin. Auch bei Weltmeisterschaften war sie konstant vorne zu finden. Ihr schlechtestes Ergebnis dort war der sechste Platz. 1983 in Helsinki wurde sie Vize-Weltmeisterin hinter der US-Amerikanerin Rosalynn Sumners und 1989 in Paris Vize-Weltmeisterin hinter der Japanerin Midori Itō. Leistner bestritt zwei Olympische Winterspiele. 1984 in Sarajevo belegte sie den neunten Platz und 1988 in Calgary wurde sie Sechste. Sie war eine der wenigen Damen, die zur damaligen Zeit den dreifachen Rittberger und dreifachen Flip beherrschten.
Leistner begann ursprünglich als Rollkunstläuferin und wechselte später zum Eiskunstlaufen. Sie trainierte in Mannheim und startete für den Mannheimer ERC. Ihr Trainer war zunächst der mehrfache DDR-Meister Günter Zöller und später der Olympiasieger und mehrfache Weltmeister Ondrej Nepela. Zum Abschluss ihrer Karriere trainierte sie der zehnfache polnische Paarlaufmeister und spätere Landestrainer von Baden-Württemberg Peter Sczypa, mit dem sie ihren lang ersehnten Europameistertitel holte und den Sieg bei Skate America.
Claudia Leistner ist mit Stefan Pfrengle, ehemaliger deutscher Meister im Paarlaufen, verheiratet. Das Ehepaar hat eine Tochter, Julia Pfrengle (* 1995), die ebenfalls Eiskunstläuferin beim Mannheimer ERC war, und einen Sohn (* 2000). Gemeinsam mit Sczypa trainierte Leistner ihre Tochter.

## Ergebnisse
| Wettbewerb / Jahr        | 1982 | 1983 | 1984 | 1985 | 1986 | 1987 | 1988 | 1989 |
| ------------------------ | ---- | ---- | ---- | ---- | ---- | ---- | ---- | ---- |
| Olympische Winterspiele  |      |      | 9.   |      |      |      | 6.   |      |
| Weltmeisterschaften      | 4.   | 2.   |      | 6.   | 6.   | 6.   | 4.   | 2.   |
| Europameisterschaften    | 5.   | 3.   |      | 3.   | 5.   | 4.   | 4.   | 1.   |
| Deutsche Meisterschaften | 2.   | 2.   |      | 1.   | 1.   | 1.   | 1.   | 1.   |

## Belege
1. ↑  Rhoades-Brown M. J.: ESTIMATION OF BOOSTER KICKER IMPEDANCES. Office of Scientific and Technical Information (OSTI), 6. Juli 1989, doi:10.2172/1150523.
2. ↑  Kicker Sportmagazin 20. Februar 1989, Seite 75
3. ↑  Deutsche Meisterschaften 1891 - 2000 - Gold Medalists. In: The Figure Skating Corner. Tino Eberl, archiviert vom Original; abgerufen am 25. Mai 2025 (englisch).
4. ↑  3Axel1996: Claudia Leistner (FRG) - 1988 Calgary, Ladies' Long Program auf YouTube, 1. November 2009, abgerufen am 25. Februar 2024 (Laufzeit: 5:18 min).
5. ↑  Peter Sczypa – der Goldschmied aus Mannheim. In: Bild.de. 17. November 2010, archiviert vom Original; abgerufen am 25. Mai 2025.
6. ↑  Unsere Läufer haben zu wenig Biss. In: Berliner Morgenpost. 4. März 2006, archiviert vom Original; abgerufen am 25. Mai 2025.

1930: Fritzi Burger |
1931–36: Sonja Henie |
1937–39: Cecilia Colledge |
1947–48: Barbara Ann Scott |
1949: Eva Pawlik |
1950: Alena Vrzáňová |
1951–52: Jeannette Altwegg |
1953: Valda Osborn |
1954: Gundi Busch |
1955: Hanna Eigel |
1956: Ingrid Wendl |
1957: Hanna Eigel |
1958: Ingrid Wendl |
1959: Hanna Walter |
1960–64: Sjoukje Dijkstra |
1965–66: Regine Heitzer |
1967: Gabriele Seyfert |
1968: Hana Mašková |
1969–70: Gabriele Seyfert |
1971–72: Trixi Schuba |
1973–75: Christine Errath |
1976: Dianne de Leeuw |
1977–80: Anett Pötzsch |
1981: Denise Biellmann |
1982: Claudia Kristofics-Binder |
1983–88: Katarina Witt |
1989: Claudia Leistner |
1990: Evelyn Großmann |
1991–95: Surya Bonaly |
1996–97: Irina Sluzkaja |
1998–99: Marija Butyrskaja |
2000–01: Irina Sluzkaja |
2002: Marija Butyrskaja |
2003: Irina Sluzkaja |
2004: Júlia Sebestyén |
2005–06: Irina Sluzkaja |
2007–08: Carolina Kostner |
2009: Laura Lepistö |
2010: Carolina Kostner |
2011: Sarah Meier |
2012–13: Carolina Kostner |
2014: Julija Lipnizkaja |
2015: Jelisaweta Tuktamyschewa |
2016–17: Jewgenija Medwedewa |
2018: Alina Sagitowa |
2019: Sofja Samodurowa |
2020: Aljona Kostornaja |
2022: Anna Schtscherbakowa |
2023: Anastassia Gubanowa |
2024: Loena Hendrickx |
2025: Niina Petrõkina
1911: Elsa Rendschmidt |
1912: Luise Strasilla |
1913–1914: Thea Frenssen |
1917–1918: Thea Frenssen |
1919–1920: Elly Winter |
1921: Ellen Brockhöft |
1922: Elly Winter |
1923–1928: Ellen Brockhöft |
1929–1931: Katrin Flebbe |
1932: Ruth Michaelis |
1933–1935: Maxi Herber |
1936: Victoria Lindpaintner |
1937–1941: Lydia Veicht |
1942–1944: Martha Musilek |
1947: Inge Jell |
1948: Irene Braun |
1949–1951: Helga Dudzinski |
1952: Erika Kraft |
1953–1954: Gundi Busch |
1955–1956: Rosi Pettinger |
1957–1959: Ina Bauer |
1960: Bärbel Martin |
1961: Karin Gude |
1962: Inge Paul |
1963: Karin Gude |
1964: Inge Paul |
1965: Uschi Keszler |
1966: Angelika Wagner |
1967–1968: Monika Feldmann |
1969–1971: Eileen Zillmer |
1972–1974: Gerti Schanderl |
1975: Isabel de Navarre |
1976: Gerti Schanderl |
1977–1980: Dagmar Lurz |
1981: Karin Riediger |
1982–1984: Manuela Ruben |
1985–1989: Claudia Leistner |
1990: Patricia Neske |
1991–1993: Marina Kielmann |
1994–1995: Tanja Szewczenko |
1996: Astrid Hochstetter |
1997: Eva-Maria Fitze |
1998: Tanja Szewczenko |
1999: Eva-Maria Fitze |
2000–2001: Susanne Stadlmüller |
2002: Katharina Häcker |
2003–2006: Annette Dytrt |
2007: Kristin Wieczorek |
2008: Sarah Hecken |
2009: Annette Dytrt |
2010–2011: Sarah Hecken |
2012: Nicole Schott |
2013: Sarah Hecken |
2014: Nathalie Weinzierl |
2015: Nicole Schott |
2016: Lutricia Bock |
2017: Nathalie Weinzierl |
2018–2020: Nicole Schott |
2021: Aya Hatakawa |
2022–2023: Nicole Schott |
2024–2025: Kristina Isaev
| Personendaten    | Personendaten                              |
| ---------------- | ------------------------------------------ |
| NAME             | Leistner, Claudia                          |
| ALTERNATIVNAMEN  | Leistner, Claudia Heike; Pfrengle, Claudia |
| KURZBESCHREIBUNG | deutsche Eiskunstläuferin                  |
| GEBURTSDATUM     | 15. April 1965                             |
| GEBURTSORT       | Ludwigshafen am Rhein                      |